# Макмиллиан, Майкл
Майкл Макмиллиан (англ. Michael McMillian; род. 21 октября 1978, Колорадо-Спрингс, Колорадо, США) — американский актёр кино и телевидения, известный по роли фанатичного проповедника Стива Ньюлина в вампирском сериале «Настоящая кровь». Также снимался в главных ролях в трагикомедии «Грусть Дориана» (2004), фильме ужасов «У холмов есть глаза 2» (2007) и романтическом телефильме «Бизнес ради любви» (2010).

## Биография
Майкл Макмиллиан родился 21 октября 1978 года в Колорадо-Спрингс, штат Колорадо, и вырос в небольшом городке Олейте, штат Канзас, где посещал среднюю школу Blue Valley Northwest. В 1995 году Макмилиан поступил в Академию искусств Интерлокен, где изучал актёрское мастерство, драматургию и сценарное искусство. Во время учёбы в университете Карнеги — Меллона его заметил агент по талантам, с которым Майкл подписал свой первый контракт.
Начал актёрскую карьеру в начале 2000-х годов на телевидении.
С 2008 по 2014 год снимался в телесериале «Настоящая кровь», где сыграл преподобного Стива Ньюлина, христианского проповедника и главу анти-вампирской организации под названием «Церковь Солнца» . Макмиллиан, совместно с другими актёрами, получил премию «Спутник» в категории «Лучший актёрский состав в телесериале».

## Фильмография
| Год       |    | Русское название                    | Оригинальное название  | Роль                             |
| --------- | -- | ----------------------------------- | ---------------------- | -------------------------------- |
| 2002      | с  | 8 простых правил                    | 8 Simple Rules         | парень                           |
| 2002      | с  | Светлячок                           | Firefly                | житель планеты Персефона         |
| 2003—2005 | с  | За что тебя люблю                   | What I Like About You  | Генри Гибсон                     |
| 2004      | ф  | Грусть Дориана                      | Dorian Blues           | Дориан Лагатос                   |
| 2005      | с  | Вероника Марс                       | Veronica Mars          | Пит Космицки                     |
| 2005      | с  | Без следа                           | Without a Trace        | Пол Картрайт                     |
| 2006      | с  | Большая любовь                      | Big Love               | Чед                              |
| 2007      | с  | Клиника                             | Scrubs                 | Патрик                           |
| 2007      | ф  | У холмов есть глаза 2               | The Hills Have Eyes 2  | рядовой 1-го класса Дэвид Наполи |
| 2008—2014 | с  | Настоящая кровь                     | True Blood             | преподобный Стив Ньюлин          |
| 2009      | с  | Менталист                           | The Mentalist          | Дрю Эбнер                        |
| 2009      | ф  | Представь себе                      | Imagine That           | Брок Прессман                    |
| 2010      | тф | Бизнес ради любви                   | Beauty & the Briefcase | Том Райнхарт                     |
| 2011      | с  | C.S.I.: Место преступления Нью-Йорк | CSI: NY                | Нил Купер                        |
| 2011—2015 | с  | Красотки в Кливленде                | Hot in Cleveland       | Оуэн Берр                        |
| 2012      | с  | Обитель лжи                         | House of Lies          | Пол                              |
| 2012      | с  | Доктор Эмили Оуэнс                  | Emily Owens, M.D       | Блейк                            |
| 2013      | ф  | Секретный эксперимент               | Banshee Chapter        | Джеймс Хирш                      |
| 2015      | с  | Особо тяжкие преступления           | Major Crimes           | Лес Дикерхооф                    |
| 2015—2019 | с  | Чокнутая бывшая                     | Crazy Ex-Girlfriend    | адквокат Тим Кэмпбелл            |
| 2016      | с  | Бесстыдники                         | Shameless              | Тайлер                           |
| 2016      | с  | Гавайи 5.0                          | Hawaii Five-0          | Крис Далтон                      |
| 2018      | с  | Морская полиция: Лос-Анджелес       | NCIS: Los Angeles      | Дональд Дженкинс                 |
| 2020      | с  | Перри Мейсон                        | Perry Mason            | Оливер Фогг                      |